# Simon Rolfes
Cet article possède un paronyme, voir Rolf.
Simon Rolfes est un ancien footballeur international allemand né le 21 janvier 1982 à Ibbenbüren (Rhénanie-du-Nord-Westphalie) qui évoluait au poste de milieu défensif.
Ce joueur technique et polyvalent au milieu de terrain a évolué de 2005 à 2015 au Bayer Leverkusen dont il fut le capitaine. Il a fait partie de la sélection allemande qui a été finaliste de l'Euro 2008.

## Biographie

### Club
Bien qu'issu du centre de formation Werder Brême, Simon Rolfes n'arrive pas à percer au sein de l'équipe première et se voit contraint en 2004, après un titre de champion auquel il n'a pas participé, de rejoindre un plus modeste club Alemannia Aachen qui évolue en Liga 2. Il se distingue parmi l'effectif et rejoint le Bayer Leverkusen, la saison suivante. 
Arrivé en 2005, il s'impose rapidement comme l'un des piliers de l'entrejeu de Leverkusen, faisant état d'une palette et d'un volume de jeu importants. Évoluant au poste de milieu relayeur, il occupe une place centrale dans l'effectif de son équipe, en organisant la défense mais aussi par son jeu de passe constamment tourné vers l'avant. Rarement blessé, il ne manque aucun match de championnat lors des saisons 2006-2007 et 2007-2008. Il est nommé capitaine du Bayer Leverkusen à la suite de la blessure de Bernd Schneider. 
En janvier 2010, alors que son club est en tête du championnat, il contracte une blessure au genou droit et se fait opérer. Cette blessure l'éloigne des terrains pendant huit mois et le prive de Coupe du monde. Son absence coïncidera avec la chute du Bayer Leverkusen en championnat. Il fait son retour sur le terrain en octobre 2010 et inscrit un doublé pour son premier match. Lors de cette saison, le Bayern Leverkusen finit deuxième du championnat. 
Le 7 décembre 2014, il annonce son intention de raccrocher les crampons à la fin de la saison. En quinze ans de carrière, il a disputé 288 matchs de Bundesliga et marqué 41 buts.

### Sélection nationale
Rolfes est sélectionné une première fois par Joachim Löw au sein de l'équipe d'Allemagne lors d'un match amical contre le Danemark le 28 mars 2007. Il est par la suite titularisé à de nombreuses reprises lors des qualifications pour l'Euro 2008, pour pallier les absences du capitaine Michael Ballack, blessé. Ses performances lui valent d'être retenu par la suite, pour l'Euro 2008. Remplaçant lors de la compétition, il est titularisé en quarts de finale contre le Portugal en remplacement de Torsten Frings, blessé. Il débute aussi le match suivant contre la Turquie mais sera remplacé par Frings à la mi-temps. Il ne jouera plus une seule minute du tournoi qui se terminera par une défaite de l'Allemagne en finale contre l'Espagne (1-0). 
Ne s'étant pas remis convenablement d'une blessure à un genou, il déclare forfait pour la Coupe du monde 2010. Il est le premier d'une importante série de forfaits au sein de la Nationalmannschaft.
Joachim Löw sera contraint, à l'image de ce que Louis van Gaal a fait au Bayern, de faire descendre Bastian Schweinsteiger au poste de relayeur pour pallier sa blessure. Depuis la Coupe du monde 2010, Simon Rolfes n'est plus appelé un temps en sélection, Joachim Löw associant le plus Bastian Schweinsteiger à Sami Khedira ou à Toni Kroos (voire au jeune Sven Bender) en milieu de terrain. Néanmoins, il est rappelé en sélection le 29 mai 2011, lors d'un match amical contre l'Uruguay et est depuis régulièrement utilisé en match. Il n'est cependant pas retenu dans la liste de joueurs présélectionnés pour l'Euro 2012 et n'est plus rappelé par la suite.

## Palmarès
- Finaliste de l'Euro 2008 avec l'Allemagne

## Buts en sélection
| Buts en sélection de Simon Rolfes | Buts en sélection de Simon Rolfes | Buts en sélection de Simon Rolfes | Buts en sélection de Simon Rolfes | Buts en sélection de Simon Rolfes | Buts en sélection de Simon Rolfes | Buts en sélection de Simon Rolfes       |
|                                   | Date                              | Lieu                              | Adversaire                        | Score                             | Résultats                         | Compétitions                            |
| --------------------------------- | --------------------------------- | --------------------------------- | --------------------------------- | --------------------------------- | --------------------------------- | --------------------------------------- |
| 1                                 | 6 septembre 2008                  | Rheinpark Stadion, Vaduz          | Liechtenstein                     | 3-0                               | 6-0                               | Éliminatoires de la Coupe du monde 2010 |
| 2                                 | 11 novembre 2011                  | Stade olympique, Kiev             | Ukraine                           | 3-2                               | 3-3                               | Match amical                            |